# Filistata brignolii
Filistata brignolii är en spindelart som beskrevs av Alayón 1981. Filistata brignolii ingår i släktet Filistata och familjen Filistatidae. Inga underarter finns listade i Catalogue of Life.